# Raymond Mays

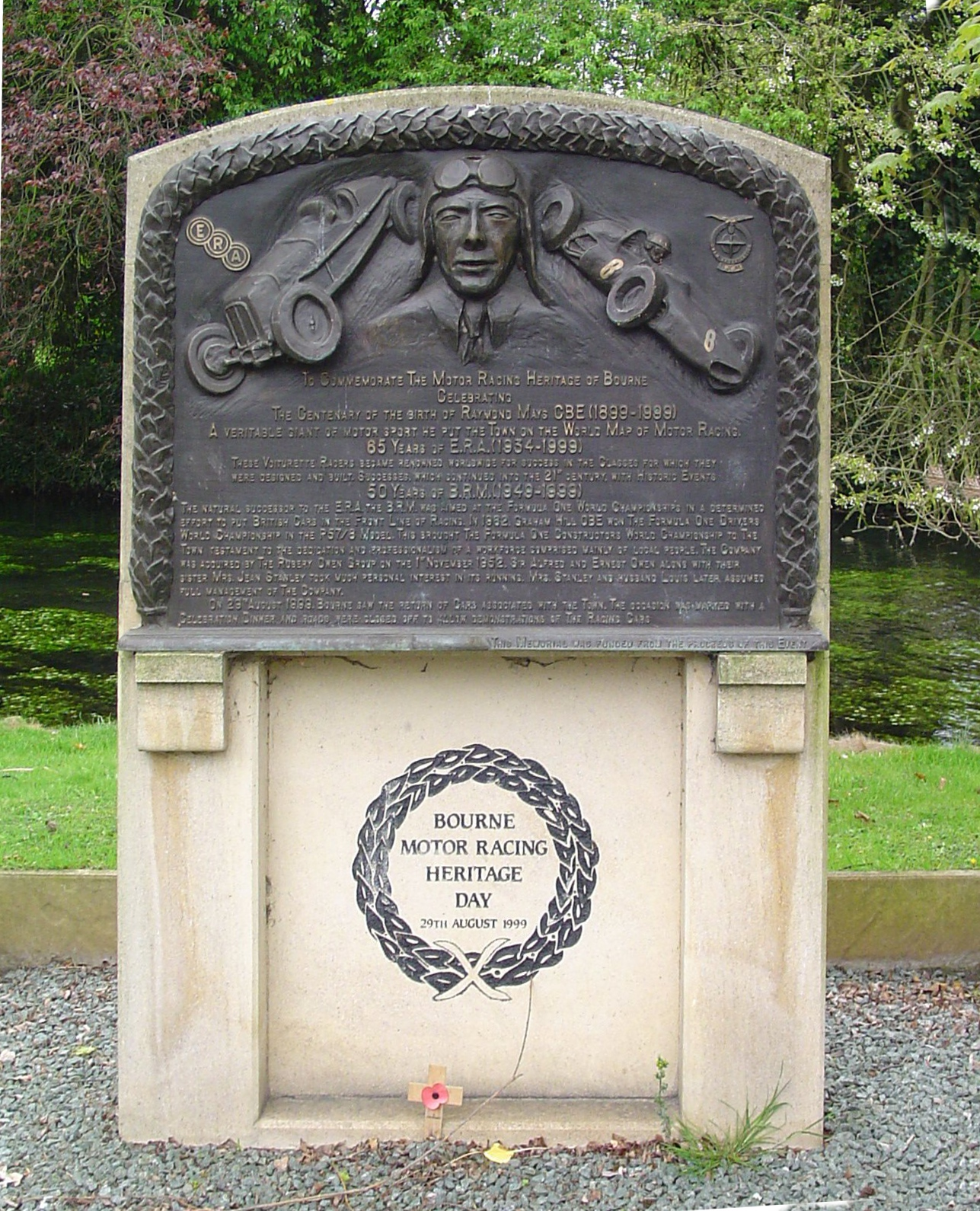
Motor Racing Memorial en Bourne

Thomas Raymond Mays, (1 de agosto de 1899 - 6 de enero de 1980) fue un piloto automovilístico y empresario británico. 

## Primeros años
Asistió a la Escuela Oundle (donde conoció a Amherst Villiers), que abandonó a finales de 1917. Después de cumplir el servicio militar en el Grenadier Guards en Francia, asistió al Christ's College, Cambridge. Mays disfrutó de un período de vida mundana en Londres, donde asistía al teatro y pudo ver a Jean Borotra jugar al tenis. 

## Carrera como piloto
Mays fue una de las personas principales detrás del desarrollo de las escuderías de automóviles de carreras English Racing Automobiles (ERA) y British Racing Motors (BRM). Los talleres de ambas empresas se establecieron, a su vez, en The Maltings, adyacente a la carretera de Spalding, detrás de "Eastgate House", la casa familiar de Mays en la calle Eastgate en Bourne. Su ambición de toda la vida era ver a su país triunfar en el más alto nivel del deporte internacional del motor. Esta ambición no siempre fue igualada por sus recursos técnicos o financieros, alcanzando su punto más bajo con el fracaso del proyecto BRM V16, antes de que BRM ganara el Campeonato Mundial de Constructores en 1962. 
Mays corrió durante unos treinta años, compitiendo para distintas marcas: un modelo Speedman de 1½ litros Hillman, dos Bugatti de 1½ litros, un AC sobrealimentado sin éxito, el Vauxhall-Villiers, Mercedes, Invicta, Riley y ERA. Se hizo famoso por competir en Shelsley Walsh, corriendo allí a principios de la década de 1920 con un par de Bugatti Brescia, conocidos como "Cordon Bleu" y "Cordon Rouge". En 1924 se tomó una famosa foto del "Cordon Bleu" en la colina de la montaña Caerphilly, que mostraba una rueda trasera que se escapaba del automóvil con el conductor mirándola por encima del hombro. Desarrolló sus automóviles con sobrealimentación a través de Amherst Villiers y esta asociación continuó desde AC hasta Vauxhall-Villiers, y posteriormente con el famoso "White Riley", que finalmente se convirtió en el punto de partida de la escudería ERA. 
En 1929, Raymond Mays inscribió el Vauxhall-Villiers en la prueba de ascenso de Shelsley Walsh equipado con ruedas traseras dobles; de acuerdo con Mays, "la primera vez que un coche compitió en el ascenso a una colina así equipado". Batió el récord de la saubida a la colina, y esta innovación fue ampliamente copiada en los años siguientes. 
Mays dejó su huella en los circuitos en eventos como el Gran Premio de Alemania de 1935 (escenario de una famosa victoria de Tazio Nuvolari), compartiendo su efectividad con Ernst von Delius. La cinta que adornaba la corona de laurel del premio de esta carrera se puede ver en la sala Raymond Mays en el Bourne Heritage Centre . 
Mays fue uno de los pilotos más notables de la escudería ERA, ganando el Campeonato Británico de Montaña en sus primeras dos ediciones, 1947 y 1948, y también los Brighton Speed Trials en 1946, 1947, 1948 y 1950 en su ERA negro R4D. Dejó de conducir automóviles de carreras a finales de la temporada de 1950. 
En las décadas de 1950 y 1960, Mays produjo y comercializó equipos para potenciar motores de cuatro y seis cilindros Ford británicos, incluyendo una culata de aleación diseñada por su socio en ERA y BRM Peter Berthon. Estas piezas se podían utilizar en los automóviles Ford, AC y Reliant. 
Mays relató algunos de los hechos más relevantes de su carrera al periodista Roy Plomley en el programa de radio Desert Island Discs el 25 de octubre de 1969. Mays escribió tres libros, Split Seconds, BRM y At Speed.

## Resultados

### Campeonato Europeo de Pilotos
(Clave) (negrita indica pole position) (cursiva indica vuelta rápida)
| Año     | Escudería                  | 1   | 2       | 3   | 4       | 5   | 6   | 7   | Pos. | Puntos |
| ------- | -------------------------- | --- | ------- | --- | ------- | --- | --- | --- | ---- | ------ |
| 1935    | H. W. Cook                 | MON | FRA     | BEL | GER Ret | SUI | ITA | ESP | 29.º | 53     |
| 1939    | Automóviles Talbot-Darracq | BEL | FRA Ret | GER | SUI     |     |     |     | 30.º | 31     |
| Fuente: |                            |     |         |     |         |     |     |     |      |        |

### Campeonato Británico de Montaña
| Campeón         | Campeón                                   | Campeón                    |
| --------------- | ----------------------------------------- | -------------------------- |
| Precedido por - | Campeonato Británico de Montaña 1947-1948 | Sucedido por Sydney Allard |